# 韓柄寀
韓 柄寀（ハン・ビョンチェ、朝鮮語: 한병채、1933年7月3日 - ）は、大韓民国の裁判官、政治家、弁護士。第8・9・10・11代韓国国会議員。
本貫は清州韓氏、仏教徒。字は倻村（ヤチョン、야촌）。元国会議員の朴晩元は岳父。

## 経歴
日本統治時代の朝鮮の大邱に生まれた。高麗大学校政治学科卒業。高等考試司法科合格後、ソウル地区高等軍法会議法務士や春川・ソウル・大田・大邱で判事を10年間務め、義城支院長も務めた。
故郷の大邱で弁護士を開業した後、第8代総選挙に新民党の公認で立候補して当選した。国会議員を4期務めたほか、新民党慶北第1地区党委員長・中央党紀副委員長・報道官、国会文教公報常任委員長、国会第30回アジア・太平洋国会議員連合韓国代表および団長、88ソウルオリンピック組織委員・執行委員、国会法制司法常任委員長、憲法裁判所の招待常任裁判官および憲法裁判官を務めた。退任後は弁護士に復帰し、憲政裁判研究所を開設した。

## 不祥事
憲法裁判所裁判官の在任中、韓は論文で中央大学校法大教授の李相敦の修士論文を脚注も含めて34か所以上剽窃したことに対し、李は1991年8月31日に著作権紛争調停申請を著作権審議調停委員会に提出した。その後、韓は李に対し公式謝罪をして賠償した。